# Lygocoris omnivagus
Lygocoris omnivagus är en insektsart som först beskrevs av Knight 1917.  Lygocoris omnivagus ingår i släktet Lygocoris och familjen ängsskinnbaggar. Inga underarter finns listade i Catalogue of Life.